# Манганит
Мангани́т — минерал, содержащий марганец. Химическая формула MnO(OH) (метагидроксид марганца). Важная марганцевая руда. Кристаллы столбчатые, грубоисштрихованные вдоль, часто в друзах. Также наблюдается в плотных, землистых и натёчных формах. Примеси SiO2, Fe2O3 и др.

## Свойства
Моноклинный. Габитус призматический. Двойники по {011} и {100}. Спайность совершенная по {010}, несовершенная по {110} и {001}. Цвет чёрный. Черта бурая. Блеск металловидный. Твёрдость по Моосу 4. Удельный вес 4,3.

## Происхождение
Низкотемпературное гидротермальное — встречается в жилах с баритом, кальцитом, сидеритом. Осадочное — в месторождениях марганца, совместно с пиролюзитом. В низкотемпературных гидротермальных месторождениях встречается в ассоциации с баритом, сидеритом, браунитом и др. минералами. Встречается в остаточных глинах, иногда в отложениях горячих источников.